# Kammerweite

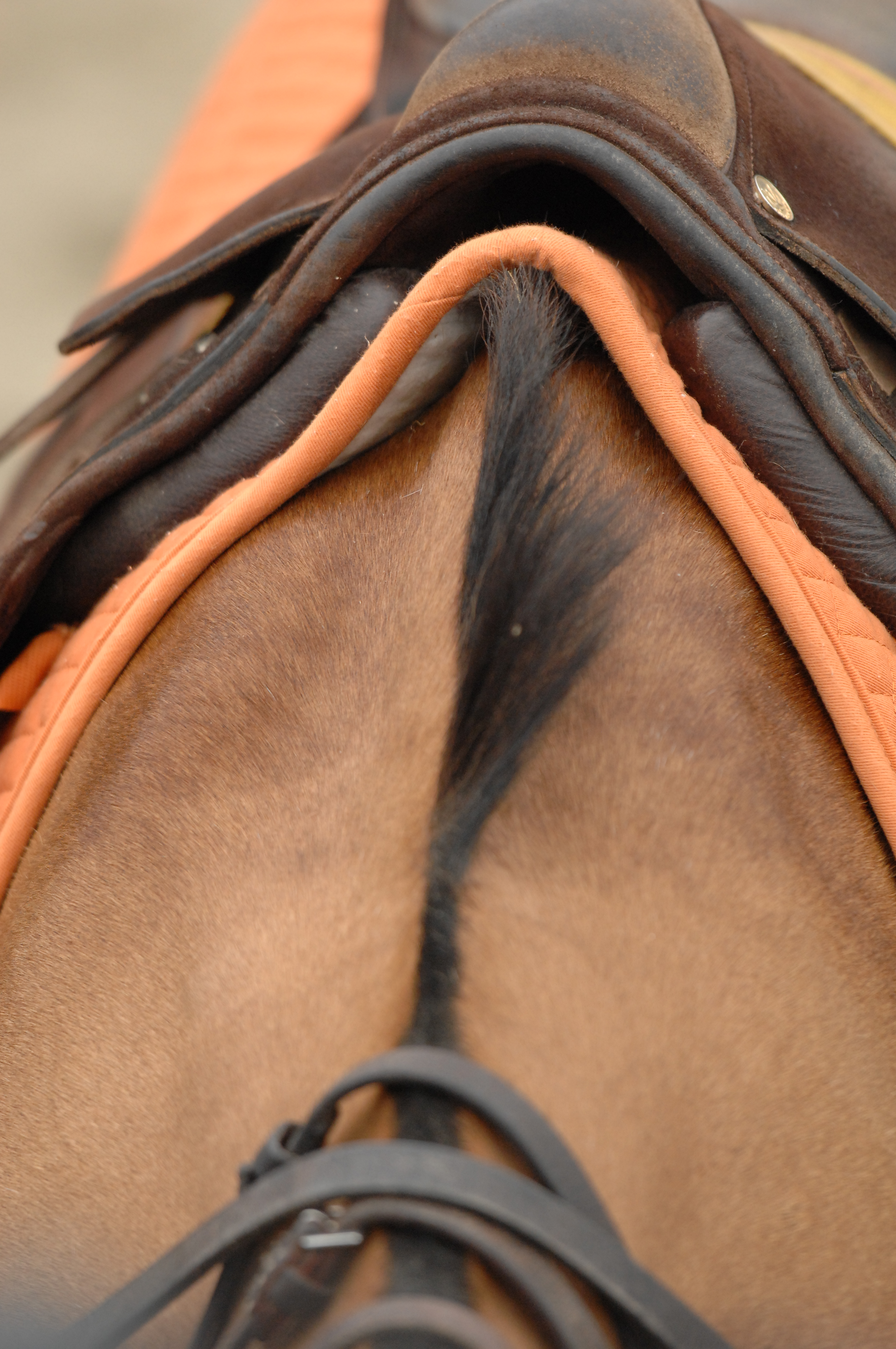
Gut sichtbare Kammer bei Sattelansicht von vorne

Die Kammerweite eines Sattelbaumes wird zwischen den vorderen Enden des Sattelbaumes gemessen. Um die Kammerweite eines Sattels zu bestimmen, muss dieser geöffnet werden. Für Pferde mit einem hohen oder schmalen Widerrist muss eine geringere Kammerweite als für Pferde mit ausgeprägtem Widerrist genommen werden. Bei guten Sätteln sollte die Kammerweite verstellbar sein, da so auf körperliche Veränderungen in der Sattellage des Pferdes eingegangen werden kann. Allerdings haben diese Sättel einen größeren Verschleiß. Die Passform eines Sattels auf dem Pferd wird größtenteils bestimmt durch die Höhe und Weite der Kammer, die Winkelung sowie die Längswölbung und Verdrehung (Twist) der Bars über die Längsachse des Sattelbaumes. Ein richtig guter Sattel muss seinem Pferd wie angegossen passen, sonst kann es leicht zu einem schmerzhaften Satteldruck kommen.